# Alha
Alha (Alḥa) era una ciutat i un petit regne que es va formar durant la crisi de Hatti (segles XVI-XV aC amb Mitanni el seu punt de màxim poder), a la regió de l'Alt Eufrates. Abans, en temps d'Hattusilis I (1650 aC-1620 aC), al cinquè any del seu regnat, la ciutat ja s'havia revoltat: "se'm va tornar enemiga", diu el rei, i la va sotmetre. Més tard, Tudhalias II cap a l'any 1400 aC, la va haver de tornar a sotmetre.
Cap al 1360 aC el rei Tushratta de Mitanni hi va afavorir una revolta. Subiluliuma I, que probablement encara només era príncep hereu hitita, va anar a la zona i va derrotar els rebels.